# Paraeuchaeta wrighti
Paraeuchaeta wrighti is een eenoogkreeftjessoort uit de familie van de Euchaetidae. De wetenschappelijke naam van de soort is voor het eerst geldig gepubliceerd in 1968 door Park.